# کازوما کایا
کازوما کایا (ژاپنی: 萱和磨؛ زادهٔ ۱۹ نوامبر ۱۹۹۶) یک ژیمناست هنری اهل ژاپن است.
از افتخارات وی میتوان به کسب مدال طلا تیمی تمامی اسباب و مدال برنز خرک حلقه در مسابقات جهانی ژیمناستیک هنری ۲۰۱۵ اشاره کرد.